# Francesco Pennisi (Bischof)
Francesco Pennisi (* 4. März 1898 in Pedara, Provinz Catania, Italien; † 25. Juni 1974 ebenda) war Bischof von Ragusa.

## Leben
Francesco Pennisi wurde am 21. August 1921 zum Priester geweiht. Am 11. Juli 1950 wurde er zum Titularbischof von Caesarea in Mauretania und zum Weihbischof in Syrakus ernannt. Die Bischofsweihe empfing er am 15. August desselben Jahres.
Am 6. Mai 1950 war das Bistum Ragusa von Papst Pius XII. neu errichtet worden. Es hatte jedoch zunächst keinen eigenen Bischof, sondern wurde von Ettore Baranzini, dem Erzbischof von Syrakus geleitet. Francesco Pennisi, der von Ettore Baranzini auch zum Generalvikar ernannt worden war, residierte als Weihbischof in Ragusa, dem Sitz des neu gegründeten Bistums.
Nachdem in Ragusa der Aufbau eigener diözesaner Strukturen genügend fortgeschritten war, wurde das Bistum von Syrakus getrennt, und am 1. Oktober 1955 wurde Francesco Pennisi zum ersten eigenständigen Bischof von Ragusa ernannt. Dort blieb er bis zu seiner Emeritierung 1974. 